# Рабичев, Исаак Беньич
Исаак Беньич (Беньевич) Рабичев (1896, Киев — 1957, Москва) — российский живописец, график и театральный художник.

## Биография
Сын Бени Симховича Рабичева (из Хабно) и Хиены Вульфовны Фуксман. Окончил Киевское художественное училище (1917) и ВХУТЕМАС (1923).
Один из организаторов художественной секции киевской Культур-Лиги.
Работал в Правде, Окнах РОСТа.
Автор портретов Соломона Михоэлса, К. Симонова и других.

## Творчество
Произведения
- «Пролетарии всех стран, соединяйтесь!» (1937)
- «Отомстим!» (1943-43)
- «От народной мести не уйти!» (1942-43)[5]

### Сценография

#### Московский государственный еврейский театр
- Карнавал еврейских масок (1923)
- 200.000 (1923)
- Три еврейские изюминки
- Гет (1924)
- Восстание (1927)
- Солнце не заходит (1927)

#### Харьковский государственный еврейский театр
- Загмук (1926)

#### Киевский ГОСЕТ
- Сотни заговоров

#### БелГОСЕТ
- Партизаны (1931)

#### Одесский театр
- Саббатай Цви
- Овечий источник

#### Биробиджанский государственный еврейский театр (1936—1938)
- Тевье-молочник
- Враги
- Огни маяка
- Пир
- Блуждающие звезды
- Разбойник Бойтре[6]